# طيران كاليتا
طيران كاليتا هي شركة شحن جوي أمريكية يقع مقرها في ولاية ميشيغان الأمريكية.

## الأسطول
اعتبارا من سبتمبر 2013، يتألف أسطول طيران كاليتا من الطائرات التالية بمعدل أعمار 25.9 سنة.

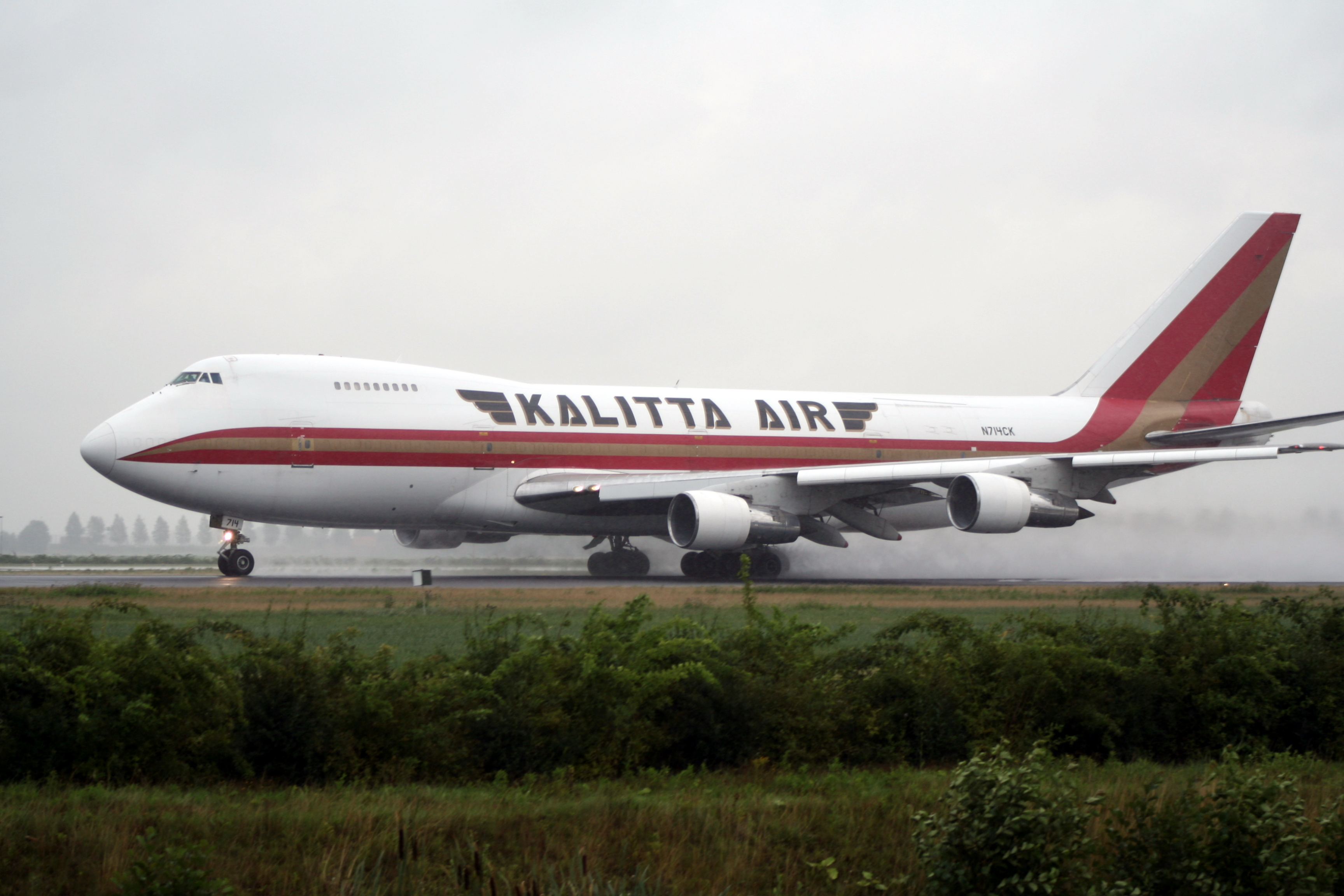
747-200 تابعة لطيران كاليتا

| الطائرة                | في الخدمة | مخزنة |
| ---------------------- | --------- | ----- |
| بوينغ 747-200 أف       | 5         | 3     |
| بوينغ 747-400 بي سي أف | 6         | —     |
| بوينغ 747-400 إي أر أف | 1         | —     |
| المجموع                | 12        | 3     |